# Tekken: Vérvonal
A Tekken: Vérvonal (Tekken: Bloodline) 2022-es akció-kaland fantasy animesorozat, amely a Bandai Namco Entertainment Tekken verekedős játékain alapul. A sorozat lazán adaptálja az 1997-es Tekken 3 játék eseményeit, egy fiatal harcos, Kazama Dzsin útját követve, aki le akarja győzni Ogrét, azt a lényt, amely megölte az édesanyját, Dzsunt. Dzsint erőszakos nagyapja, Misima Heihacsi kiképezi Ogre ellen, és megrendezi a Vasököl Királya nevű harci tornát, melyen Dzsin megküzdhet Ogréval. A sorozat világpremierje 2022. augusztus 18-án volt a Netflixen, és összesen hat epizód erejéig futott.
A sorozat Dzsin fejlődéstörténetét mutatja be, a történetnek egy olyan aspektusát, amit a játék rendezője, Harada Kacuhiro is ki akart hangsúlyozni, mivel a Tekken 3 még nem emelte ki Dzsin múltját. Az animét Mijao Josikazu rendezte, aki megfelelően akarta bemutatni Dzsin tragikus történetét is.
Rövid hossza miatt a sorozat vegyes kritikai visszhangot kapott, a bírálatok szerint Dzsinen kívül a legtöbb szereplőnek csak kevés játékidő jutott, a karakterek helyett a harci jelenetekre került a hangsúly. A sorozat animációinak stílusát és minőségét is megkérdőjelezték, és a kritikusok megosztottak abban, hogy a Bloodline a Tekken játéksorozat megfelelő adaptációja-e vagy sem.

## Cselekmény
Kazama Dzsin egy fiatal harcművész, aki pacifista édesanyjával, Kazama Dzsunnal él Jakusima szigetén. Egy napon egy ősi démon, Ogre támadja meg otthonukat, ami végül Dzsun halálához vezet. Utolsó szavainak utasításait követve, Dzsin találkozik nagyapjával, az üzletember és harcművész Misima Heihacsival. Heihacsi ridegen és elutasítóan fogadja Dzsint, de végül felkelti az érdeklődését, és megtanítja a harcművészetek erőszakosabb, Misima-stílusára, hogy megbosszulhassa Dzsunt, és utasítja a fiút, hogy hagyjon fel a Kazama-stílus pacifista módszereivel. Négy év edzés után Heihacsi megrendezi a Vasököl Királya (King of Iron Fist) harci tornát, ahol Dzsin kiállhat Ogre ellen.
Miután megérkezett Cuzcóba a tornára, Dzsin megtudja, hogy az apja Misima Kazuja, egy ördögi hatalmú harcművész volt, akit Heihacsi megölt az előző tornán, hogy ne dönthesse romba a világot. Dzsin az apjától megörökölte az ördög-gént, ami Ogrét korábban az otthonába vonzotta. A Vasököl Királya harci tornán Dzsin vívódni kezd magával erőszakos stílusa miatt, miután eltörte első riválisa, Leroy Smith egyik lábát. A következő meccsre Dzsin felhagy a misimai értékekkel, mivel összebarátkozik a harcossal és gimnazista társával, Ling Xiaoyu-val, aki emlékezteti őt anyja módszereire, valamint baráti riválisra lel Hwoarangban, és barátságot köt Julia Changgel és a torna veteránjával, Paul Phoenixszel. Dzsin édesanyja stílusával megnyeri a tornát, de a pacifizmusával feldühíti Heihacsit, aki kihívja Dzsint, hogy bebizonyítsa, ő a torna győztese, de harcukat megszakítja Ogre felébredése. Dzsinnek sikerül legyőznie Ogrét Xiaoyu, Hwoarang, Paul és Julia segítségével, de Heihacsi, attól tartva, hogy olyan lesz, mint az apja, megöli a fiút. Dzsin megtalálja édesanyját a túlvilág felé vezető úton, de ördög-génje felébreszti és újjáéleszti egy démoni alakban, fekete tollas szárnyakkal, amely eltér Kazuja alakjától. Dzsin könnyedén legázolja Heihacsit, és majdnem megöli őt. Amint Xiaoyu és Hwoarang kérlelő szavai eljutnak a fülébe, Dzsin visszanyeri emberi voltának egy részét az erőtől, amely hatalmába kerítette és megrontotta Kazuját és most őt is, majd elrepül egy ismeretlen helyre.

## Szereplők
| Szereplő         | Japán hang         | Angol hang          | Magyar hang       |
| ---------------- | ------------------ | ------------------- | ----------------- |
| Kazama Dzsin     | Csiba Issin        | Kaiji Tang          | Baráth István     |
| Kazama Dzsun     | Noto Mamiko        | Vivian Lu           | Solecki Janka     |
| Misima Heihacsi  | Kuszunoki Taiten   | S. Hiroshi Watanabe | Schneider Zoltán  |
| Misima Kazuja    | Sinohara Maszanori | Eliot               | Dévai Balázs      |
| Hwoarang         | Morikava Tosijuki  | Todd Haberkorn      | Hamvas Dániel     |
| Ling Xiaoyu      | Szakamoto Maaja    | Faye Mata           | Hermann Lilla     |
| Paul Phoenix     | Ócuka Hócsú        | Jamieson Price      | Varga Rókus       |
| Julia Chang      | Josida Szeiko      | Jeannie Tirado      | Sipos Eszter Anna |
| Nina Williams    | Tóma Jumi          | Erika Harlacher     | Nádasi Veronika   |
| Ganrjú           | Ugaki Hidenari     | Earl Baylon         | Faragó András     |
| Leroy Smith      | Kikucsi Jaszuhiro  | Krizz Kaliko        | Dózsa Zoltán      |
| King             | Hirai Maszajuki    | Leandro Cano        | Orosz Gergely     |
| Ogre             | –                  | Bill Butts          | Orosz Gergely     |
| Dr. Boszkonovics | –                  | Jamieson Price      | Forgács Gábor     |
| Miura Akiko      | Isze Marija        | Judy Alice Lee      | Kelemen Kata      |

További magyar hangok: Csiby Gergely, Ferenci Péter, Földi Tamás, Harcsik Róbert, Kis Horváth Zoltán, Suhajda Dániel, Szabó Andor, Tokaji Csaba – Hirai

## Megvalósítás és megjelenések
A sorozat a Tekken franchise harmadik címe, a Tekken 3 tiszteletére készült. A producerek elmondása szerint a stáb igyekezett hű maradni a franchise eredeti narratívájához azáltal, hogy a szereplők több mozdulatát egy az egyben átvették a játékokból, és konkrét hangrészleteket is átemeltek. Mivel a sorozat a Tekken 3-on alapul, a történet Kazama Dzsin eredetére összpontosít és arra, hogyan nevelte fel őt édesanyja, Dzsun, ezt az eredeti anyag nem tárta fel a videójátékokon keresztül történő történetmesélés nehézségei miatt. Ennek eredményeként az anime megalkotja saját történetét, amely nem volt jelen a franchise régebbi részeiben. Mindegyik epizódot Gavin Hignight írta, míg a sorozat rendezője Mijao Josikazu volt.
Harada Kacuhiro játéktervező részt vett a projektben, és elmondta, hogy élvezte Dzsin életének történetét. Mijao elárulta, hogy a sorozat néhány csatáját nehéz volt animálni, mert törekedniük kellett az eredeti játékokhoz való hűségre. Dzsin történetét tragikusnak nevezte, mivel az eredetileg ártatlan szereplő negatívan fejlődik a sorozat során, és végül elszomorította, hogy ördögi alakot vett fel. Az epizódok többsége a perui Cuzcóban játszódik, Gavin Hignight író elmondása szerint a sorozatért felelős stáb képes volt visszaadni egy ilyen ország életérzését, legfőképp, amikor Dzsin megérkezik oda.
A szereplőket Heart tervezte Juri Szatosi mellett. Dzsin egész testes jelmeze egy eredeti alkotás volt, amely nem szerepel a játékban, és Mijao kérésére egy kapucnit is hozzáadtak az öltözékhez. A sorozat témája Dzsin felnövése, így a figuratervezők számos különbséget hoztak létre két személyisége között, hogy általuk jelentős vizuális kontrasztot teremtsenek. Heihacsi mindennapi ruházatát is teljesen újratervezték. A sorozat zenéjét Kondó Rei szerezte, és az anime mellé egy 27 számot tartalmazó album is megjelent.
A Netflix 2022. március 19-én jelentette be, hogy 2022. augusztus 18-án adják ki a sorozatot. A 2022. augusztus 18-ai világpremierrel Magyarországon is elérhetővé vált a Netflix kínálatában magyar szinkronnal és felirattal.

## Epizódok
| # | Epizód címe         | Első japán sugárzás | Első magyar sugárzás |
| --- | ------------------- | ------------------- | -------------------- |
| 1. | 1. epizód Episode 1 | 2022. augusztus 18. | 2022. augusztus 18.  |
| Kazama Dzsin békésen él édesanyjával, Dzsunnal, aki harcművészetre tanítja. Egy nap rájuk támad egy Ogre néven ismert lény, aki megöli Dzsunt. Halála előtt Dzsun arra kéri fiát, hogy kérjen segítséget a nagyapjától, Misima Heihacsitól. Dzsin így tesz, de Heihacsi ridegen és elutasítóan fogadja, de végül vállalja a fiú tanítását. |                     |                     |                      |
| 2. | 2. epizód Episode 2 | 2022. augusztus 18. | 2022. augusztus 18.  |
| Heihacsi úgy dönt, kiképzi Dzsint a könyörtelen Misima harci stílusra, hogy felkészítse Ogre megölésére. Ez idő alatt Dzsin találkozik Hwoaranggal és Ling Xiaoyuval. Miután Dzsin edzése befejeződött, Heihacsi meghirdeti a Vasököl Királya harci tornát, hogy felébressze Ogrét unokája erejével, az ördög-génnel. |                     |                     |                      |
| 3. | 3. epizód Episode 3 | 2022. augusztus 18. | 2022. augusztus 18.  |
| A torna előtt Dzsin találkozik más harcosokkal, és megtudja, hogy néhai apja, Misima Kazuja fenyegetést jelentett az emberiségre, amíg Heihacsi meg nem ölte. |                     |                     |                      |
| 4. | 4. epizód Episode 4 | 2022. augusztus 18. | 2022. augusztus 18.  |
| A Vasököl Királya torna elkezdődik, és Dzsin a két, egymással ellentétes felfogású edzése miatt morális konfliktusba kerül. Heihacsi arra utasítja unokáját, hogy pacifista anyjával szemben legyen könyörtelen. Dzsin első ellenfele, Leroy Smith erős ellenszenvet érez a Misimák iránt, ezért csak az után adja fel a harcot, hogy Dzsin komoly sérülést okoz neki. Ling Xiaoyu első mérkőzésén legyőzi Nina Williamset. Dzsinnek meg kell küzdenie baráti riválisával, Hwoaranggal, akit szintén legyőz. |                     |                     |                      |
| 5. | 5. epizód Episode 5 | 2022. augusztus 18. | 2022. augusztus 18.  |
| Több összecsapás után Dzsin legyőzi Kinget – akitől korábban Ling Xiaoyu és Paul Phoenix is vereséget szenvedett –, és kikiáltják a torna győztesének. Heihacsi ezután megküzd az unokájával, hogy felébressze Ogrét. |                     |                     |                      |
| 6. | 6. epizód Episode 6 | 2022. augusztus 18. | 2022. augusztus 18.  |
| Dzsin Ogre ellen harcol, de nem ellenfél a démonnak. A többi harcos is segít Dzsinnek, de vereséget szenvednek. Dzsin a Misima-stílust használva legyőzi Ogrét, de az átváltozik egy sokkal erősebb kimérává. Végül ördög-génjét aktiválva áll bosszút a lényen. Az ördög-géntől félve Heihacsi megöli Dzsint, hogy megmentse a világot, de a gén hatására Dzsin feléled, és ördögszerű formában brutálisan megveri a nagyapját, majd ismeretlen helyre távozik.                                             |                     |                     |                      |

## Zene
A sorozat zenéjét Kondó Rei szerezte, és az anime mellé egy 27 számot tartalmazó album is megjelent digitális formában, Tekken: Bloodline – Soundtrack from the Netflix Series címmel 2022. augusztus 12-én.
| Tekken: Bloodline – Soundtrack from the Netflix Series dallista | Tekken: Bloodline – Soundtrack from the Netflix Series dallista | Tekken: Bloodline – Soundtrack from the Netflix Series dallista | Tekken: Bloodline – Soundtrack from the Netflix Series dallista | Tekken: Bloodline – Soundtrack from the Netflix Series dallista | Tekken: Bloodline – Soundtrack from the Netflix Series dallista | Tekken: Bloodline – Soundtrack from the Netflix Series dallista | Tekken: Bloodline – Soundtrack from the Netflix Series dallista | Tekken: Bloodline – Soundtrack from the Netflix Series dallista | Tekken: Bloodline – Soundtrack from the Netflix Series dallista |
| #                                                               | Cím                                                             | Hossz                                                           |                                                                 |                                                                 |                                                                 |                                                                 |                                                                 |                                                                 |                                                                 |
| --------------------------------------------------------------- | --------------------------------------------------------------- | --------------------------------------------------------------- | --------------------------------------------------------------- | --------------------------------------------------------------- | --------------------------------------------------------------- | --------------------------------------------------------------- | --------------------------------------------------------------- | --------------------------------------------------------------- | --------------------------------------------------------------- |
| 1.                                                              | Bloodline                                                       | 1:02                                                            |                                                                 |                                                                 |                                                                 |                                                                 |                                                                 |                                                                 |                                                                 |
| 2.                                                              | Fist Acceleration                                               | 3:16                                                            |                                                                 |                                                                 |                                                                 |                                                                 |                                                                 |                                                                 |                                                                 |
| 3.                                                              | A Moment of Peace                                               | 3:36                                                            |                                                                 |                                                                 |                                                                 |                                                                 |                                                                 |                                                                 |                                                                 |
| 4.                                                              | Kazama Style                                                    | 4:47                                                            |                                                                 |                                                                 |                                                                 |                                                                 |                                                                 |                                                                 |                                                                 |
| 5.                                                              | Jin’s Theme                                                     | 4:48                                                            |                                                                 |                                                                 |                                                                 |                                                                 |                                                                 |                                                                 |                                                                 |
| 6.                                                              | Heihachi’s Theme                                                | 4:47                                                            |                                                                 |                                                                 |                                                                 |                                                                 |                                                                 |                                                                 |                                                                 |
| 7.                                                              | Training                                                        | 3:54                                                            |                                                                 |                                                                 |                                                                 |                                                                 |                                                                 |                                                                 |                                                                 |
| 8.                                                              | The Tremor of Impact                                            | 4:35                                                            |                                                                 |                                                                 |                                                                 |                                                                 |                                                                 |                                                                 |                                                                 |
| 9.                                                              | Lost Light                                                      | 5:07                                                            |                                                                 |                                                                 |                                                                 |                                                                 |                                                                 |                                                                 |                                                                 |
| 10.                                                             | Devastation                                                     | 4:56                                                            |                                                                 |                                                                 |                                                                 |                                                                 |                                                                 |                                                                 |                                                                 |
| 11.                                                             | Skirmish                                                        | 2:52                                                            |                                                                 |                                                                 |                                                                 |                                                                 |                                                                 |                                                                 |                                                                 |
| 12.                                                             | Power is Everything                                             | 6:07                                                            |                                                                 |                                                                 |                                                                 |                                                                 |                                                                 |                                                                 |                                                                 |
| 13.                                                             | Darkness Stares                                                 | 3:36                                                            |                                                                 |                                                                 |                                                                 |                                                                 |                                                                 |                                                                 |                                                                 |
| 14.                                                             | Taking a Break                                                  | 2:17                                                            |                                                                 |                                                                 |                                                                 |                                                                 |                                                                 |                                                                 |                                                                 |
| 15.                                                             | Across the Horizon                                              | 2:14                                                            |                                                                 |                                                                 |                                                                 |                                                                 |                                                                 |                                                                 |                                                                 |
| 16.                                                             | Fighting Spirit                                                 | 4:09                                                            |                                                                 |                                                                 |                                                                 |                                                                 |                                                                 |                                                                 |                                                                 |
| 17.                                                             | Tournament Begins                                               | 1:52                                                            |                                                                 |                                                                 |                                                                 |                                                                 |                                                                 |                                                                 |                                                                 |
| 18.                                                             | Hence, the Awakening                                            | 5:59                                                            |                                                                 |                                                                 |                                                                 |                                                                 |                                                                 |                                                                 |                                                                 |
| 19.                                                             | Iron Fist                                                       | 4:38                                                            |                                                                 |                                                                 |                                                                 |                                                                 |                                                                 |                                                                 |                                                                 |
| 20.                                                             | Decisive Battle of Blood Fates                                  | 5:35                                                            |                                                                 |                                                                 |                                                                 |                                                                 |                                                                 |                                                                 |                                                                 |
| 21.                                                             | Ogre                                                            | 5:33                                                            |                                                                 |                                                                 |                                                                 |                                                                 |                                                                 |                                                                 |                                                                 |
| 22.                                                             | Game Changer                                                    | 1:43                                                            |                                                                 |                                                                 |                                                                 |                                                                 |                                                                 |                                                                 |                                                                 |
| 23.                                                             | Lamentation                                                     | 3:03                                                            |                                                                 |                                                                 |                                                                 |                                                                 |                                                                 |                                                                 |                                                                 |
| 24.                                                             | Power is Everything (Ending Theme)                              | 2:17                                                            |                                                                 |                                                                 |                                                                 |                                                                 |                                                                 |                                                                 |                                                                 |
| 25.                                                             | Tekken: Bloodline Main Theme                                    | 3:03                                                            |                                                                 |                                                                 |                                                                 |                                                                 |                                                                 |                                                                 |                                                                 |
| 26.                                                             | Reminiscence                                                    | 2:25                                                            |                                                                 |                                                                 |                                                                 |                                                                 |                                                                 |                                                                 |                                                                 |
| 27.                                                             | Bloodline (Alternate)                                           | 0:50                                                            |                                                                 |                                                                 |                                                                 |                                                                 |                                                                 |                                                                 |                                                                 |
| 99:01                                                           |                                                                 |                                                                 |                                                                 |                                                                 |                                                                 |                                                                 |                                                                 |                                                                 |                                                                 |

## Fogadtatás
A producerek szerint az előzetesekre adott kezdeti reakciók pozitívak volt. A sorozat pozitív visszajelzéseket kapott a kritikusoktól. A Yahoo! az egyik legjobb videójáték-adaptációnak nevezte. Hasonló visszajelzést adott a Comic Book Resources és a Meristation is, akik jól megalkotottnak és egy videójáték hű adaptációjának találták. A Bloodline narratíváját a média dicsérte, hogy többféle nézőpontot kínál Dzsin erkölcséről, mivel egyaránt részesült pacifista anyja és erőszakos nagyapja neveltetésében. A dicséret ellenére kritizálták, hogy a sorozat nagy hangsúlyt fektet Dzsinre a mellékszereplők kárára. A Decider szerint Dzsin edzését dinamikusabban kellett volna bemutatni, és a Meristationnel együtt kijelentette, hogy csak az első epizód volt jól kivitelezett. Másfelől az Espinof izgalmasabbnak találta a Vasököl Királya harci torna epizódjait, mint Dzsin edzését, mivel hűbben adaptálták a videójáték történetét. Az Espinof azonban nehezményezte, hogy néhány jól ismert szereplő túl kevés játékidőt kapott Dzsinhez képest. A The Review Geek és a Den of Geek is dicsérte az adaptációt, amiért hű a Tekken 3-hoz, és kijelentették, hogy szerettek volna egy hosszabb sorozatot, amely több harcot mutat és több karakterfejlődést biztosít Dzsin számára. Dzsint személyisége és ereje miatt az archetipikus sónen manga főhősökhöz hasonlították, és kapcsolata Hwoaranggal hasonló a műfajra jellemző tipikus rivalizáláshoz. Negatívabb szemszögből közelítette meg Monique Thomas, az Anime News Network munkatársa a sorozatot, és a legrosszabb 2022-es nyári animének sorolta, amit nézett, mert hiányoztak belőle azok a nevetségesen túlzó és elnagyolt elemek, amelyek ezeket a játékokat jellemzik, például az állatiasan viselkedő, forróvérű harcosok, ezért a sorozat túl komolynak tűnt számára. A Polygon kritizálta a szereplők többségét, amiért Heihacsi kivételével egydimenziósnak tűnnek, és ő is panaszkodott, hogy a leginkább eltúlzott harcosokat alig mutatták be.
Az animációt többen kritizálták, amiért minden szereplő esetében erős árnyékokat és körvonalakat használtak, a Polygon pedig sajnálatát fejezte ki a harcok rövidsége és a harcosok realizmusának hiánya miatt. A Decider az animációt „lomhának” nevezte, és úgy érezte, hogy a figuratervek nem voltak hűek a játékokhoz. A Review Geek élvezte a 2D és 3D animáció keverékét, különösen Dzsin, Xiaoyu és King megjelenésében. Annak ellenére, hogy talált problémákat a sorozat CGI-animációjában, a Comic Book Resources általánosságban elfogadhatónak találta az animációt. A Meristation pozitívan értékelte, ahogy a sorozat a harcokkal bánt, mivel hasonlónak találta a mozdulatokat a videójátékokban ábrázoltakhoz. Csiba Issin Dzsin szerepében nyújtott teljesítményét a média a videójátékok legjobbjaként értékelte, míg a Decider szerint Vivian Lu az angol szinkronban Dzsun higgadt fellépésével tűnt ki. Az angol szinkronban az újonc Erika Harlachert (Nina) és Jeannie Tiradót (Julia) dicsérte a GameRant, amiért szerepükben jól utánozták japán társaikat. A Meristation dicsérte a sorozat zenéjét, amely ugyan eredeti kompozíció, de hű a videójáték zenéjének stílusához.
A Sorozatjunkie szerint „tökéletesen adaptálták azt, amit a játékban is átélhettünk”, kiemelve egyes szereplők játékhoz hű verekedési technikáját vagy a visszatérő szinkronhangokat. A történetvezetést, amihez nem szükséges előismeret, „korrektnek” találta, azonban leszögezte, hogy a sorozat egyes elemei zavaróak lehetnek a játékokat nem ismerő nézőknek. Kritikával elsősorban a kissé sablonos kezdést és a befejezést övező túl sok mitológiát illette, illetve az animáció vonatkozásában az árnyékolás hibáit.

## Fordítás
- Ez a szócikk részben vagy egészben  a   Tekken: Bloodline című angol Wikipédia-szócikk ezen változatának fordításán alapul.  Az eredeti cikk szerkesztőit annak laptörténete sorolja fel. Ez a jelzés csupán a megfogalmazás eredetét és a szerzői jogokat jelzi, nem szolgál a cikkben szereplő információk forrásmegjelöléseként.